# Língua daur
A língua Daur /ˈdaʊər/, Dahur, Dagur ou Daghur é uma língua Mongólica falada principalmente pelo grupo étnico da China e Mongólia.

## Distribuição
Daur é uma língua mongólica que consiste em quatro dialetos: o Amur Daur nas proximidades de Heihe, o Nonni Daur no lado oeste do rio Nonni do sul de Qiqihaer até a Bandeira Autônoma de Morin Dawa Daur, o Hailar Daur ao sudeste de  Hailar e distante em Xinjiang nas proximidades de Tacheng. Não há nenhum padrão escrito em uso, embora uma ortografia baseada em Pinyin tenha sido planejada; em vez disso, os Daur fazem uso do mongol ou do chinês, já que a maioria dos falantes também conhece essas línguas. Durante o tempo da dinastia Qing, Daur foi escrito com o alfabeto manchu.

## Gramática
Daur tem um sistema pronominal que distingue entre a primeira pessoa do plural inclusiva /bed/ e exclusiva /baː/ e, ainda mais arcaico, distingue entre a terceira pessoa /iːn/ e plural /aːn/. Quando /t͡ʃ/ (< *t͡ʃʰ) foi retido, a segunda pessoa do singular se tornou /ʃiː/ mesmo assim, assemelhando-se a uma mudança sonora mais completa no Mongol Khorchin. A segunda pessoa do plural é retida como /taː/. O [genitivo e o acusativo se fundiram em algumas variantes, tornando-se -  ji , e o ablativo pode assumir a forma do caso instrumental. A antiga forma comitativa foi perdida, enquanto a inovação do comitatvo é a mesma do Mongol.  Além disso, vários outros casos foram inovados que não são compartilhados pelo mongol, incluindo um novo alativo, -maji.
Daur tem um sistema razoavelmente simples para tempo e aspecto gramaticais consistindo-se dos marcadores de “não passaso” -  / bəi / e (marginalmente) -  / n /  e as formas anteriores -  / sən / e (marginalmente)  / la / e o marcador imperfeito não-finito -  / d͡ʒa / -. Esses podem ser flexionados por pessoa. As formas de partículas atributivas são limitadas a -  / ɡʷ / (<Mongoli escrito-y-a) para aspecto imperfeito e tempo fuuro tenso, - ' 'sən' '(<-γsan) para aspecto perfeto, -  / ɡat͡ʃ / (<' '-gči' ') para a habitualidade (em vez de -daγ que costumava cumprir esta função) e -  / mar / para ações potenciais e prováveis. Adquiriu um sistema de converbo altamente complexo contendo várias inovações. Notavelmente,  mar , que é um particípio em mongol, também serve como um converbo.

### Pronomes pessoais[10]
|              | Singular        | Singular        | Singular       | Plural                | Plural                 | Plural          | Plural        |
| Caso         | 1ª Pessoa       | 2ª Pessoa       | 3ª Pessoa      | 1ª Pessoa (exclusivo) | 1st Pessoa (inclusivo) | 2ª Pessoa       | 3ª Pessoa     |
| ------------ | --------------- | --------------- | -------------- | --------------------- | ---------------------- | --------------- | ------------- |
| Nominativo   | бий bii         | ший šii         | инг ing        | биэде biede           | баа baa                | таа taa         | аанг aang     |
| Genitivo     | миний minii     | шиний šinii     | иний inii      | биэдний biednii       | мааний (maanii)        | тааний taanii   | ааний aanii   |
| Dativo       | намд namd       | шамд šamd       | ямд yamd (ind) | биэдендэ biedende     | маандэ maande          | таандэ taande   | аандэ aande   |
| Acusativo    | намий namii     | шамий šamii     | ямий yamii     | биэдний biednii       | мааний (maanii)        | тааний taanii   | ааний aanii   |
| Ablativo     | намаасе namaase | шамаасэ šamaase | ямаас yamaas   | биэденаас biedenaas   | маанаас maanaas        | таанаас taanaas | аанаас aanaas |
| Instrumental | намааре namaare | шамаарэ šamaare | ямаар yamaar   | биэденаар biedenaar   | маанаар maanaar        | таанаар taanaar | аанаар aanaar |
| Comitativo   | намтиж namtij   | шамтиж šamtij   | ямтиж yamtij   | биэдентиж biedentij   | маантиж maantij        | таантиж taantij | аантиж aantij |

## Léxico
Daur tem 50% de vocabulário comum com o mongol, enquanto que tomou 5 a 10% de suas palavras do Chinês, 10% de suas palavras do Manchu e também algum vocabulário do Evenki e do [[língua russa|Russo, ficando somente cerca de 20% de vocabulário que é específico apenas do Daur.

### Numerais
Todos numerais básicos são originários do Mongol.
|    | Português | Mongol clássico | Daur    |
| 1  | Um        | Nigen           | Nyk     |
| 2  | Dois      | Qoyar           | Xoyir   |
| 3  | Três      | Ghurban         | Gwarbyn |
| 4  | Quatro    | Dorben          | Durbun  |
| 5  | Cinco     | Tabun           | Taawyn  |
| 6  | Seis      | Jirghughan      | Jirgoo  |
| 7  | Sete      | Dologhan        | Doloo   |
| 8  | Oitot     | Naiman          | Naimyn  |
| 9  | Nove      | Yisun           | Isyn    |
| 10 | Dez       | Arban           | Harbin  |

## Fonologia
Daur Fonologia é peculiar na medida em que alguns de seus dialetos desenvolveram um conjunto de consoantes labializadas (por exemplo,  / sʷar / 'pulga' vs.  / sar / 'lua '), enquanto compartilha consoantes palatalizadas   com a maioria dos dialetos Mongóis que não foram desenvolvidos nas outras línguas mongólicas. Há também tem  / f /, que é, no entanto, limitado a palavras de origem estrangeira. Vogais curtas no final de palavras foram perdidas e historicamente as vogais curtas em sílabas não iniciais perderam status de fonema. Daur é a única língua mongólica que compartilha este desenvolvimento com outras mongóis (ex.: o próprio mongol, línguas Oirat e Buryat). Devido à fusão de /ɔ/ e /ʊ/ com /o/ e /u/, a harmonia vogal foi perdida.. Segundo Tsumagari (2003), a harmonia ainda é um aspecto fonotático sincrônico e produtivo do Dagur, no qual as sílabas iniciais longas são divididas em grupos "masculinos" (posteriores), "femininos" (anteriores) e neutros. Da mesma forma, os sufixos longos devem concordar no grupo harmônico com a raiz.

### Vogais
|               | Anterior | Anterior | Central | Central | Posterior | Posterior |
|               | Curta    | Longa    | Curta   | Longa   | Curta     | Longa     |
| ------------- | -------- | -------- | ------- | ------- | --------- | --------- |
| Fechada       | i        | iː       |         |         | u         | uː        |
| Quase fechada |          |          |         |         |           |           |
| Meio fechada  |          |          | ə       | əː      |           |           |
| Meio aberta   |          |          |         |         | ɔ         | ɔː        |
| Aberta        |          |          | a       | aː      |           |           |

### Consoantes
|           |           | Labial | Labial      | Labial       | Alveolar | Alveolar    | Alveolar     | Palatal | Palatal     | Velar | Velar       | Velar        |
|           |           | plana  | Labializada | Palatalizada | plana    | Labializada | Palatalizada | plana   | Labializada | plana | Labializada | Palatalizada |
| --------- | --------- | ------ | ----------- | ------------ | -------- | ----------- | ------------ | ------- | ----------- | ----- | ----------- | ------------ |
| Oclusiva  | Lênis     | p      |             |              | t        | tʷ          | tʲ           |         |             | k     | kʷ          | kʲ           |
| Oclusiva  | Fortis    | b      |             | bʲ           | d        | dʷ          | dʲ           |         |             | ɡ     |             | ɡʲ           |
| Africada  | Lênis     |        |             |              |          |             |              | tʃ      | tʃʷ         |       |             |              |
| Africada  | [Fortis   |        |             |              |          |             |              | dʒ      | dʒʷ         |       |             |              |
| Fricativa | Fricativa | f      |             |              | s        | sʷ          |              | ʃ       |             | x     | xʷ          | xʲ           |
| Nasal     | Nasal     | m      | mʷ          | mʲ           | n        |             | nʲ           |         |             | ŋ     |             |              |
| Vibrante  | Vibrante  |        |             |              | r        |             | rʲ           |         |             |       |             |              |
| Lateral   | Lateral   |        |             |              | l        |             | lʲ           |         |             |       |             |              |
| Semivogal | Semivogal |        |             |              |          |             |              | j       |             |       | w           |              |

## ligações externas
- Learning Daur (in Chinese)
- Daur em Omniglot.com
- Daur emEthnologue
- Daur em Glottolog